# Сато Наоко
Сато Наоко (нар. 2 січня 1955) — колишня японська тенісистка.
Найвищу одиночну позицію світового рейтингу — 214 місце досягла 4 липня 1983, парну — 120 місце — 1 лютого 1988 року.
Найвищим досягненням на турнірах Великого шолома були чвертьфінали в одиночному та парному розрядах.

## Фінали турнірів Великого шолома

### Парний розряд: 1 (0–1)
| Результат | Рік  | Турнір                                 | Покриття | Партнерка     | Суперниці                      | Рахунок  |
| --------- | ---- | -------------------------------------- | -------- | ------------- | ------------------------------ | -------- |
| Поразка   | 1978 | Відкритий чемпіонат Австралії з тенісу | Тверде   | Пем Вайткросс | Бетсі Нагелсен Рената Томанова | 5–7, 2–6 |